# Werbena pospolita
Werbena pospolita (Verbena officinalis) – gatunek rośliny z rodziny werbenowatych. 

## Zasięg występowania
Gatunek szeroko rozprzestrzeniony na kuli ziemskiej. Występuje w Afryce, Azji, Europie, Australii, Ameryce Północnej i Środkowej i rozszerza zasięg swojego występowania. W Polsce występuje w rozproszeniu na całym niżu i na pogórzu, najbardziej pospolita na południu.

## Morfologia
ŁodygaOsiągająca 20–70 cm wysokości, wzniesiona, w górze rozgałęziona, czworokątna, dołem naga, wyżej ogruczolona.
LiścieLiście naprzeciwległe, wcinano karbowane, szorstkie. W dolnej i górnej części łodygi niepodzielone, w środkowej trójdzielne. Wszystkie poza dolnymi siedzące.
KwiatyKwiatostan wydłużony, cienki, luźny. Kielich ma 4-5 ostrych ząbków, korona kwiatu jest drobna, bladoliliowa, z krótką, nieco zgiętą rurką i 5 zaokrąglonymi łatkami, prawie 2-wargowa.
OwocRozłupki z podłużnymi żeberkami z zewnątrz.

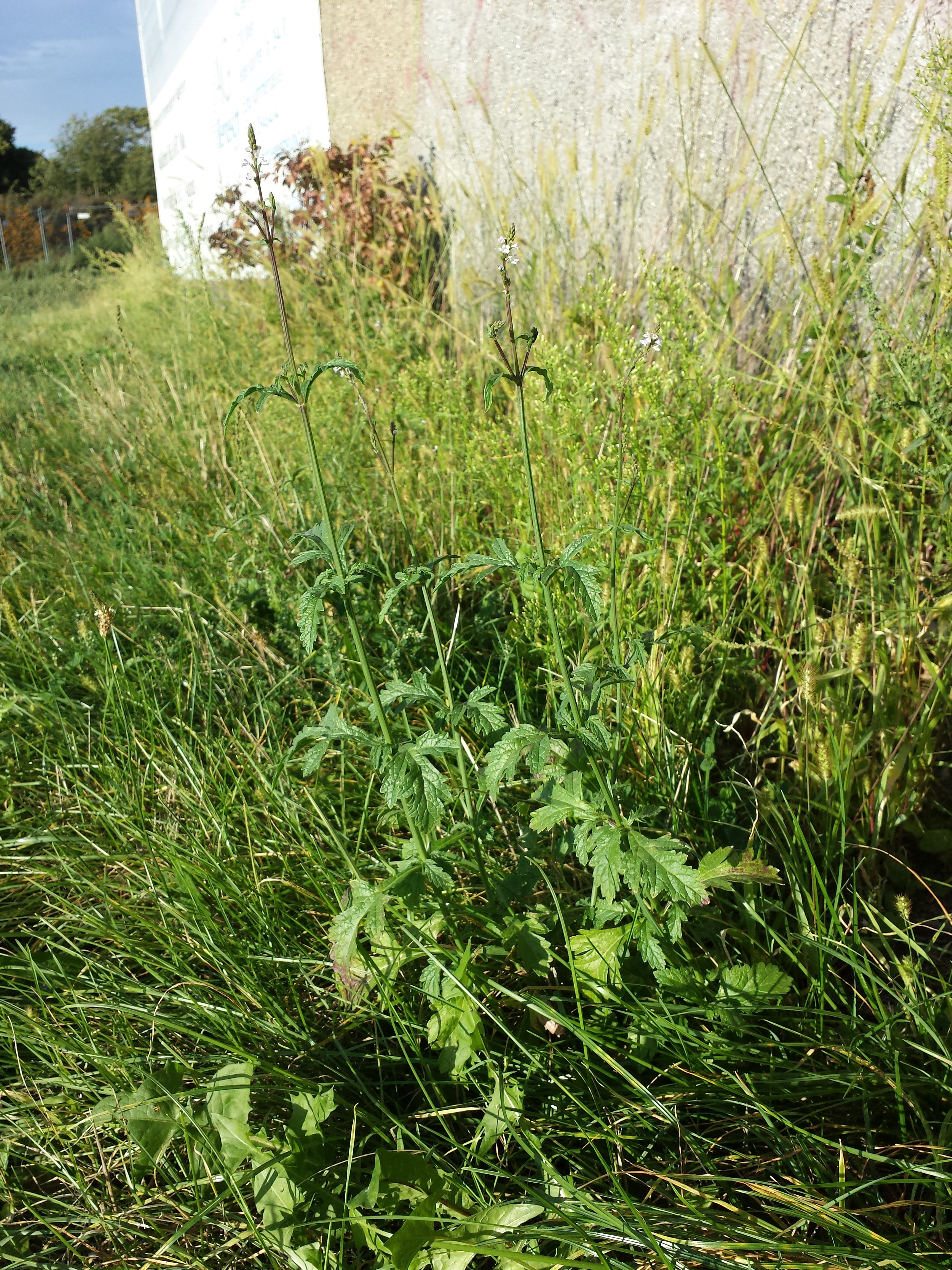
Pokrój.
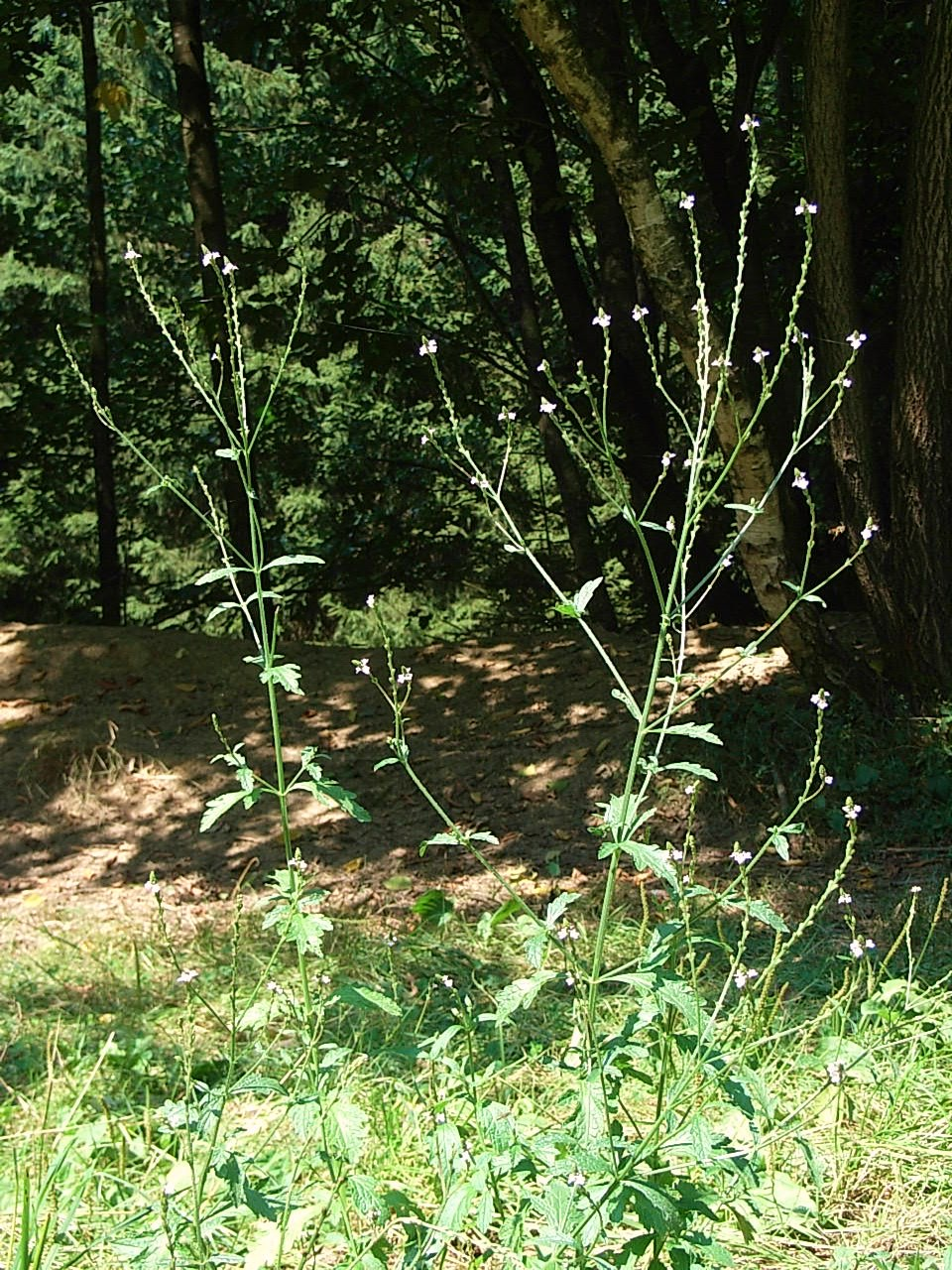
Pokrój.
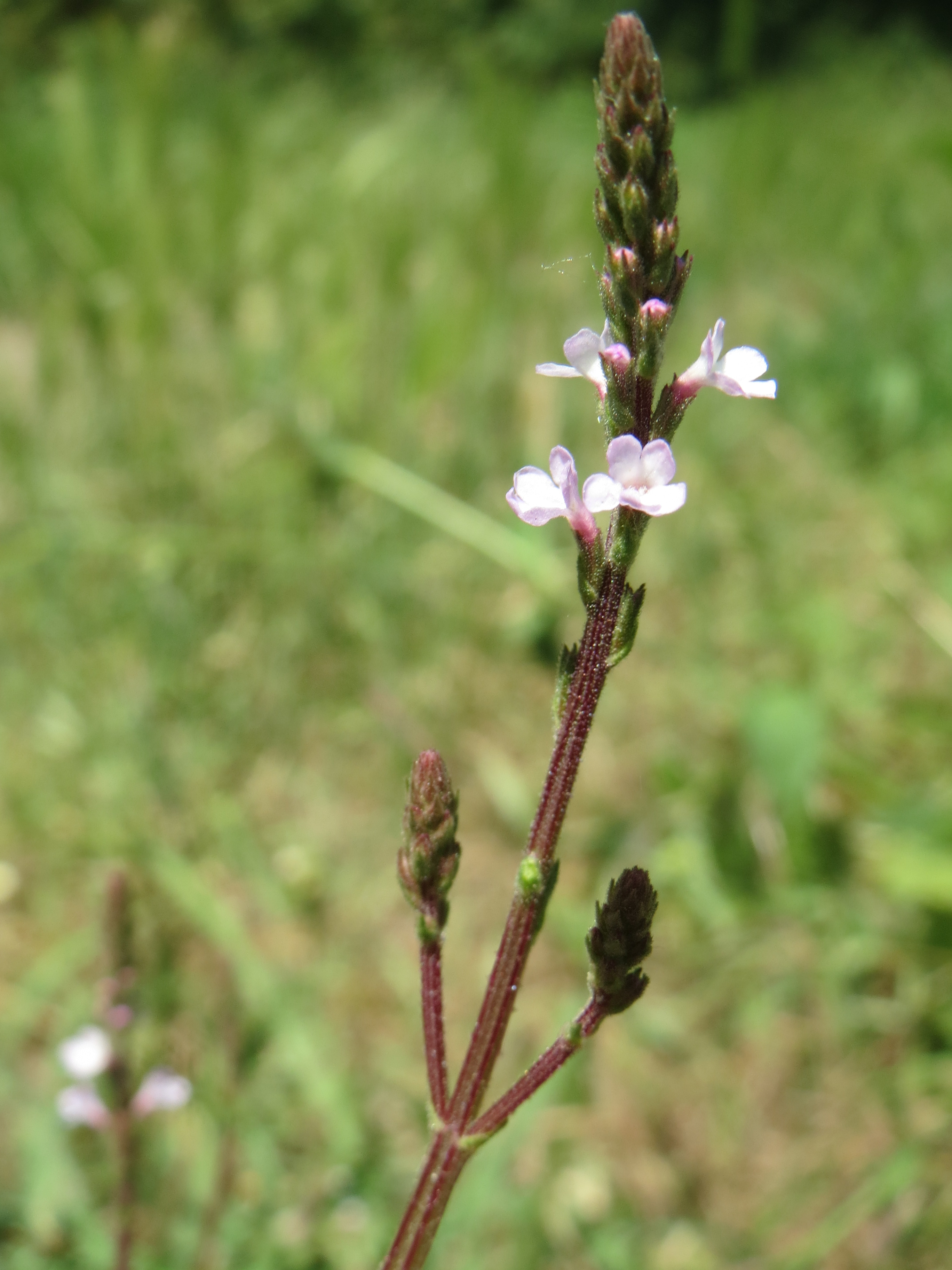
Kwiatostan.
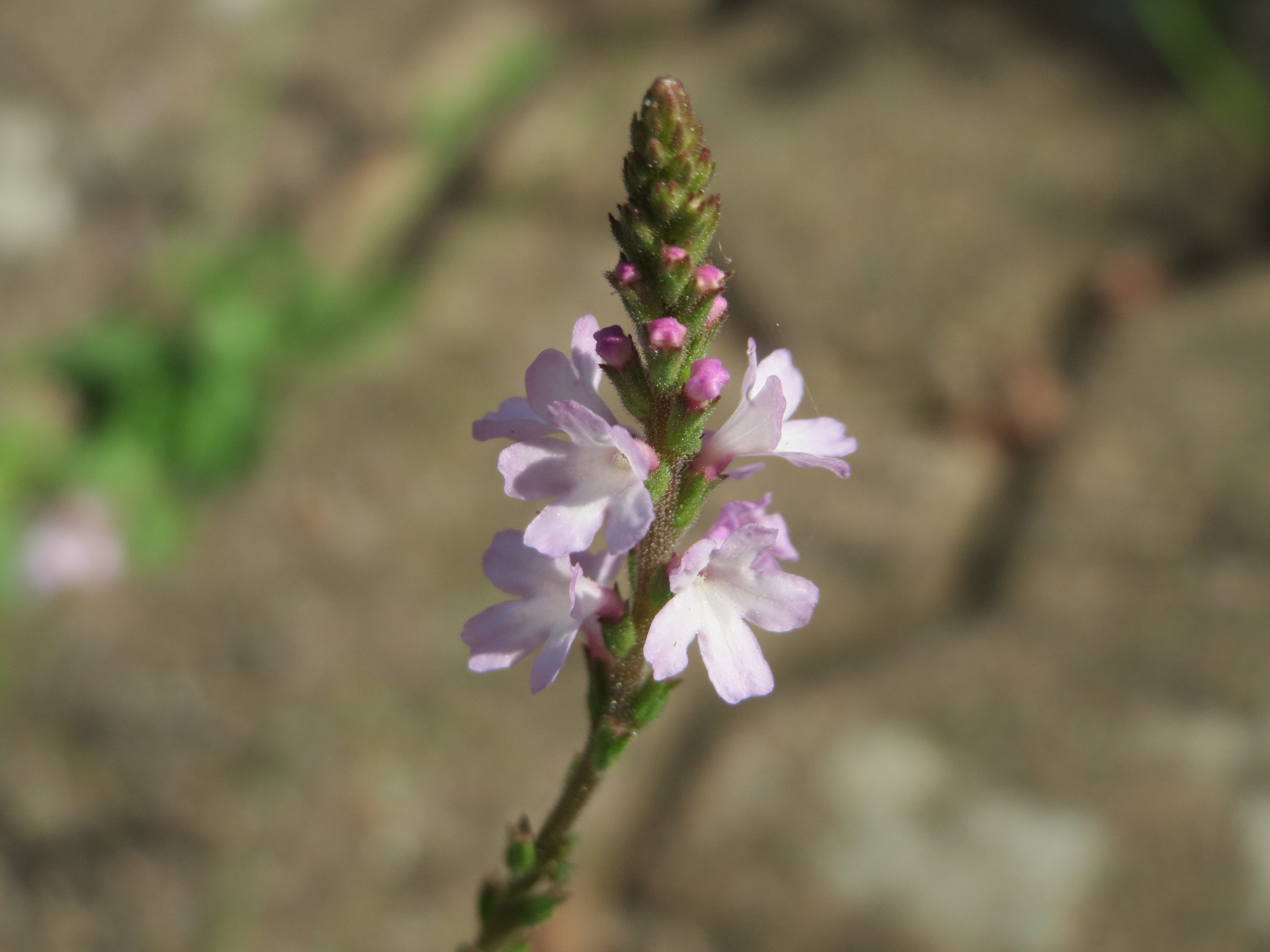
Kwiaty.
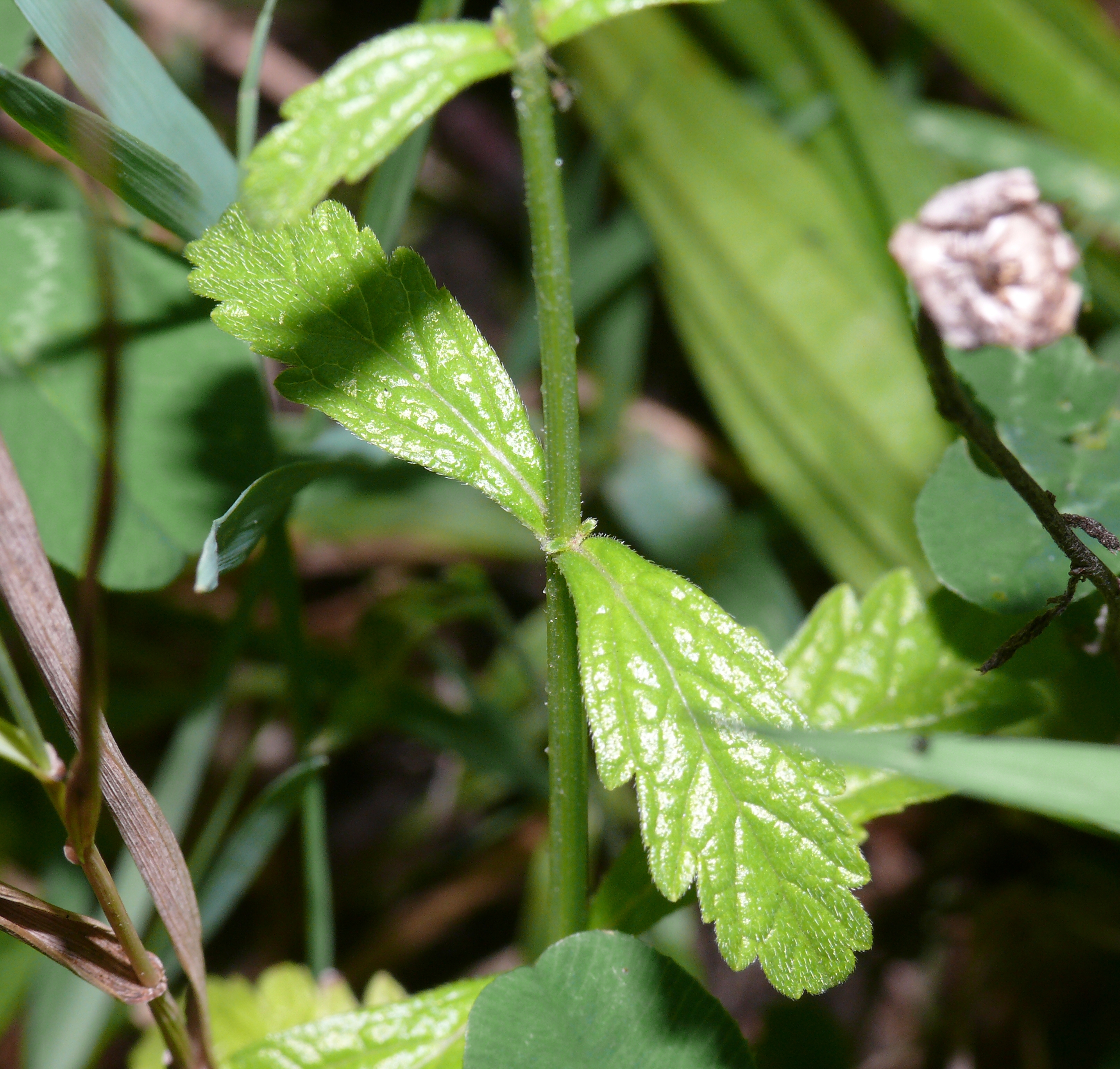
Liście.

## Biologia i ekologia
Bylina, hemikryptofit. Kwitnie od czerwca do września. Siedlisko: suche zbocza, przydroża, miejsca ruderalne, kamieńce.

## Zastosowanie i uprawa
Roślina ozdobna stosowana na kobierce kwiatowe, rabaty, obwódki, kwietniki i kwiat cięty. Często uprawiana w doniczkach i skrzynkach. Najlepiej rośnie  w pełnym słońcu lub w półcieniu. Na miejsce stałe wysadza się w maju. Nie należy silnie nawozić, gdyż wówczas zamiast licznych kwiatów wytwarza liczne liście.